# Eddie Busnello
Eddie Busnello (eigentlich Victor Edouard Busnello, * 1929 in Seraing; † 1985 in Nervesa della Battaglia) war ein belgischer Jazzmusiker (Alt- und Baritonsaxophon).

## Leben und Wirken
Busnello lernte zunächst Akkordeon, Piano und Gitarre, bevor er zum Altsaxophon wechselte.  Ende der 1940er-Jahre begann er, als professioneller Musiker zu arbeiten, als er in Bars im Lütticher  Viertel Pot d’Or auftrat. 1957 holte ihn Kurt Edelhagen als Baritonsaxophonist in sein Orchester, zu hören auf den Polydor-LPs Kurt Edelhagen Presents und A Toast to the Girls mit Caterina Valente. 1958 gastierte er im Edelhagen-Orchester auf dem Deutschen Jazzfestival in Frankfurt, Mitte 1959 mit Tubby Hayes und der Edelhagen All-Star Band auf dem Jazzfestival in Duisburg.
1960 trat Busnello auf dem Festival in Ostende auf. In Köln war er an Aufnahmen einer belgisch-amerikanischen All-Stars-Formation beteiligt, zu der Don Byas, Christian Kellens, Francy Boland, Jean Warland, Fats Sadi und Kenny Clarke gehörten (Don Wails with Kenny, Columbia). In den folgenden Jahren gastierte er auf dem Comblain Jazz Festival, meist mit Robert Grahame; ferner spielte er mit Bud Powell, Elvin Jones, Lee Konitz, Albert Mangelsdorff und René Urtreger. 1966 wirkte er bei Dusko Goykovichs Album Swinging Macedonia (enja) mit, mit Goskovich auch an dem Album Take Me in Your Arms der Sängerin  Nada Jovic. Nach letzten Aufnahmen mit Edelhagen und dem Gastsolisten Jean-Luc Ponty (1969) zog er Anfang der 1970er-Jahre nach Italien und spielte noch 1973/74 in der Prog-Rock-Band Area, bis er zu Beginn des folgenden Jahrzehnts krankheitsbedingt seine Musikerkarriere beenden musste. Im Bereich des Jazz war er zwischen 1957 und 1969 an  22 Aufnahmesessions beteiligt.

## Lexikalischer Eintrag
- Émile Henceval: Dictionnaire du jazz à Bruxelles et en Wallonie. Liège: Pierre Mardaga, 1991.